# Смолни
Смолни е историческа сграда в Санкт Петербург, която е официална резиденция на губернатора на Санкт Петербург и музей. Построена е по проект на италианския архитект Джакомо Куареги през 1806 г. Става известна по време на Октомврийската революция.
Сградата е емблематична за града. Първоначално там се е помещавал „Смольный институт за благородни девици“, наречен така по името на площадката „Смольный двор“, където се е съхранявала смола за нуждите на флота.. Тя играе важна роля в Октомврийската революция през 1917 г. Днес, освен резиденция на губернатора на града, зданието е и музей, посветен на неговата богата история.

## Институт за благородни девици
Институт за благородни девици Смолни е първото училище за жени в Русия. Основано е от личния секретар на императрица Екатерина II през 1764 г. В института са приемани момичета от дворянски семейства и са обучавани за придворния и светски живот. Освен чужди езици, история и география, в учебната програма са влизали и музика, танци, светски обноски.
Обучението продължавало цели 12 г., а възпитаничките са носели училищни униформи, чийто цвят указвал класа, в който се намират – от кафяв за най-малките до бял за най-големите.

## След Октомврийската революция
Смолни, която е „люлките на революцията“, е седалище на партийното ръководство в града от 1917 чак до 1991 г. По време на Октомврийската революция Смолни е избран от Ленин за негов щаб.
През 1934 г. там е убит Сергей Киров – вторият човек в СССР тогава след Сталин.